# Henrik VI av Luxemburg
Henrik VI av Luxemburg, född 1240, död 1288, var regerande greve av Luxemburg från 1281 till 1288.